# Sarcocapnos baetica
Sarcocapnos baetica är en vallmoväxtart. Sarcocapnos baetica ingår i släktet Sarcocapnos och familjen vallmoväxter.

## Underarter
Arten delas in i följande underarter:
- S. b. ardalii
- S. b. baetica
- S. b. integrifolia

## Bildgalleri

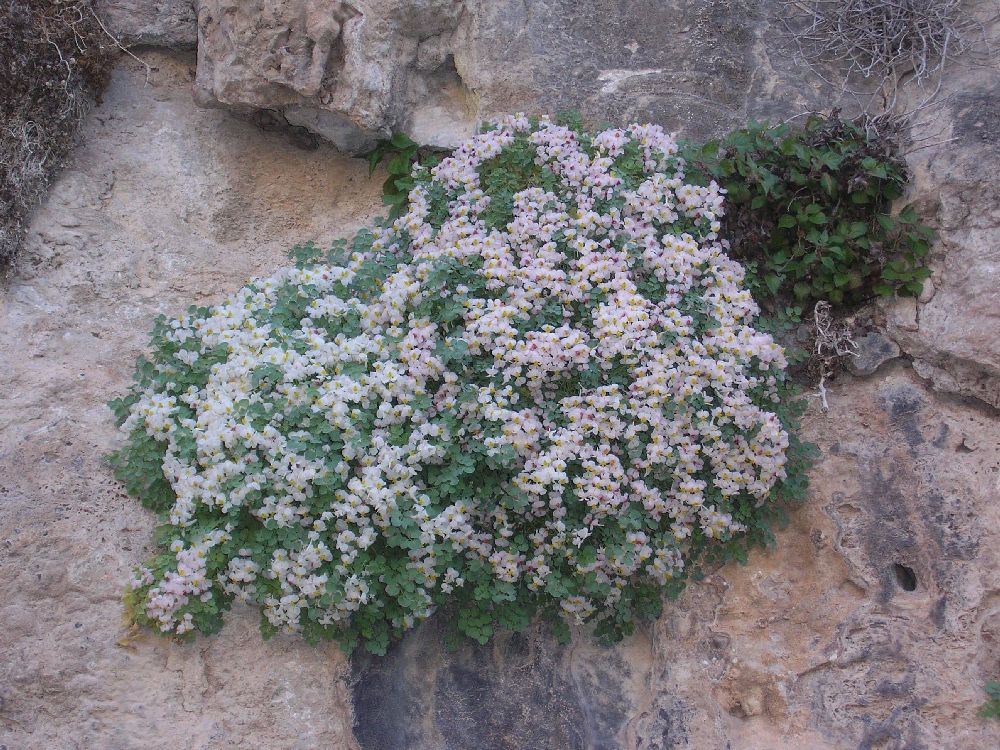